# Micrasema alexanderi
Micrasema alexanderi är en nattsländeart som beskrevs av Donald G. Denning 1948. Micrasema alexanderi ingår i släktet Micrasema och familjen bäcknattsländor. Inga underarter finns listade i Catalogue of Life.